# The Craving
The Craving är ett album från 1996 av MD.45. Skapat av Dave Mustaine som ett sidoprojekt till Megadeth. På sång och munspel medverkar Lee Ving, som även har skrivit ett antal texter till albumet. The Craving återutgavs 2004, tillsammans med stora delar av Megadeths katalog. Då var Vings insatser borttagna och ersatta av Mustaine. Jimmy DeGrasso som medverkar på trummor, ersatte 1998 Nick Menza i Megadeth.

## Låtlista (1996 års utgåva)
1. "Hell's Motel"
2. "Day the Music Died"
3. "Fight Hate"
4. "Designer Behaviour"
5. "The Creed"
6. "My Town"
7. "Voices"
8. "Nothing Is Something"
9. "Hearts Will Bleed"
10. "No Pain"
11. "Roadman"

## Låtlista (2004 års utgåva)
1. "Hell's Motel"
2. "Day the Music Died"
3. "Fight Hate"
4. "Designer Behaviour"
5. "The Creed"
6. "My Town"
7. "Voices"
8. "Nothing Is Something"
9. "Hearts Will Bleed"
10. "No Pain"
11. "Roadman"
12. "Chutney"
13. "Segue" (instrumental)
14. "The Creed" (Megadeth–demo)

## Medverkande (1996)
- Dave Mustaine - gitarr
- Lee Ving - sång, munspel
- Kelly Lemieux - bas
- Jimmy DeGrasso - trummor

## Medverkande (2004)
- Dave Mustaine - sång, gitarr
- Kelly Lemieux - bas
- Jimmy DeGrasso - trummor